# 에이미 비치

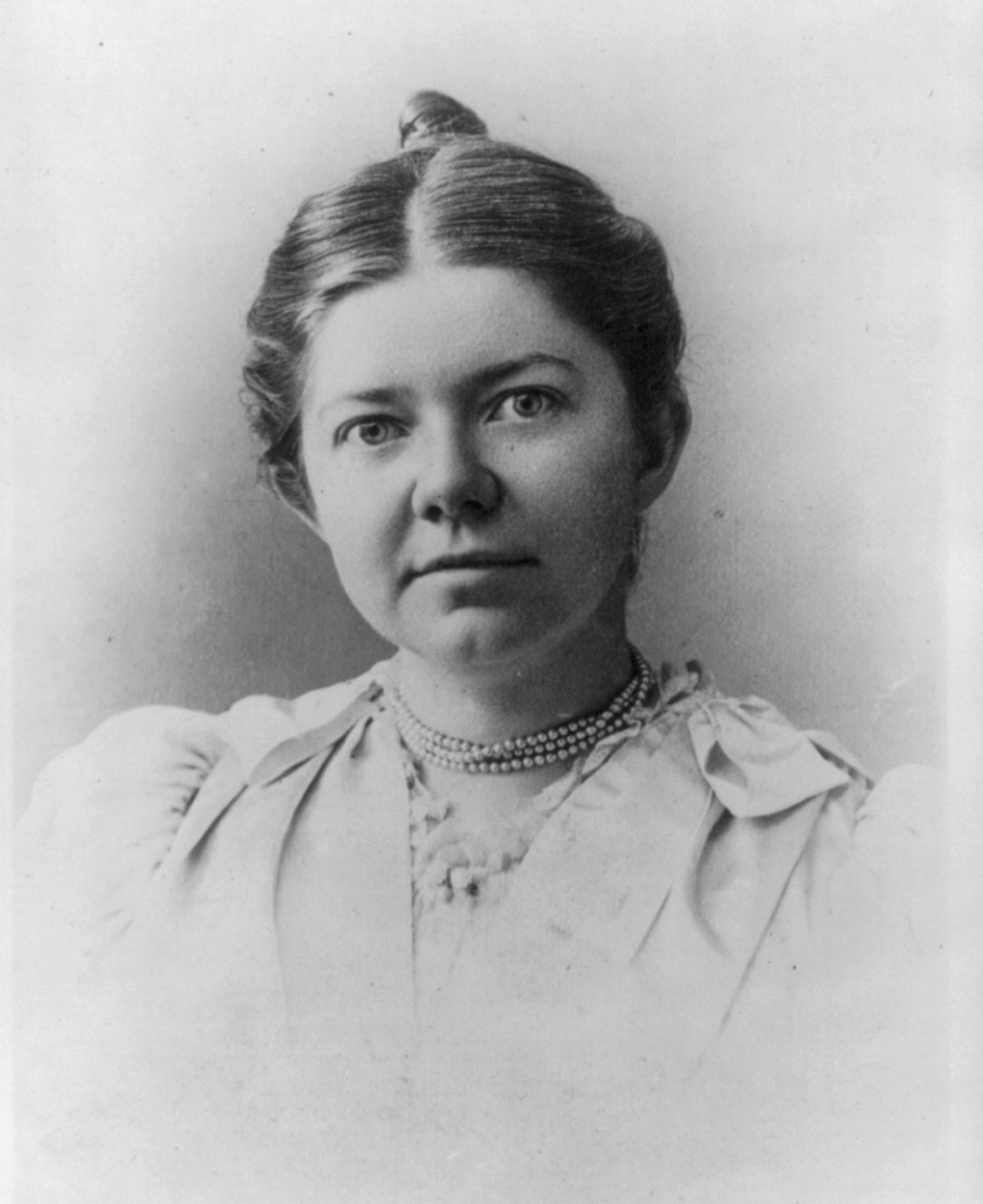

에이미 마시 체니 비치(Amy Marcy Cheney Beach, 1867년 9월 5일 – 1944년 12월 27일)는 미국의 작곡가이자 피아니스트였다. 1867년 9월 5일 뉴햄프셔주 헤니커에서 태어났다. 에이미는 신동의 징후를 보여주었다. 1세 때 정확하게 40곡의 노래를 부를 수 있었고, 2세 때 즉흥적으로 대선율을 연주할 수 있었으며, 3세 때 스스로 독서를 배웠다.
에이미는 1885년 보스턴 외과의사이자 하버드 강사, 아마추어 가수였던 헨리 해리스 오브리 비치 (1843~1910)와 결혼했다.
비치는 결혼한 동안 개인 음악 레슨을 하지 않기로 동의했지만, 20세기 초에 음악 교육자로 일할 수 있었다. 그녀는 뉴잉글랜드 음악원의 이사회 회장을 역임했다. 그녀는 다양한 젊은 작곡가, 음악가, 학생들을 지도하고 피드백을 제공하는 일을 했다. 비치는 젊은 작곡가들의 멘토 역할을 하며, 힘든 연습을 통해 자신의 기술을 완성하는 데 시간을 투자하도록 격려했다. 비치는 "젊은 작곡가에게 주어진 음악의 십계명"이라는 문서에서 젊은 음악가들에게 모든 장르의 작품을 분석하고 기술적 진보를 이루는 데 시간을 아끼지 말고, 가능하면 다양성을 활용하라고 제안했다.
비치는 "제2 뉴잉글랜드 악파" 또는 "보스턴 그룹"의 일원이었으며 다른 구성원은 작곡가 에드워드 맥다월이었다. 주로 낭만주의적 어법을 사용하며, 종종 브람스나 라흐마니노프의 작품과 비교된다. 그녀의 후기 작품에서는 음조에서 벗어나 온음음계와 더욱 특이한 화음과 기법을 사용하는 등 실험을 했다.